# Delias maudei
Delias maudei är en fjärilsart som beskrevs av James John Joicey och Alfred Noakes 1915. Delias maudei ingår i släktet Delias och familjen vitfjärilar. Inga underarter finns listade i Catalogue of Life.